# Bulbophyllum sanguineopunctatum
Bulbophyllum sanguineopunctatum é uma espécie de orquídea (família Orchidaceae) pertencente ao gênero Bulbophyllum. Foi descrita por Gunnar Seidenfaden em 1973.